# Anthony Ravard
Anthony Ravard, nascido a 28 de setembro de 1983 em Nantes, é um ciclista francês.

## Biografia
Anthony Ravard estreia no ciclismo em 1998 na categoria cadete 1 no clube Erdre et Loire Cyclisme em Pannecé. Passa três anos neste clube de Nantes. Converte-se em profissional na equipa Bouygues Télécom no ano 2005. No seu primeiro ano tem sucesso no Circuito de la Sarthe onde se leva a camisola de melhor jovem e consegue a primeira etapa com chegada a Varades. Em 2007 alinha na equipa Agritubel. Seu primeiro ano neste equipa é difícil mas no entanto participa na Paris-Roubaix. Em 2008, consegue três etapas do Volta à Normandia ao sprint e a primeira etapa do Circuito de la Sarthe, por adiante de Thomas Voeckler, onde a meta se situava a uns vinte quilómetros de sua casa. Também ganhou a Châteauroux Classic de l'Indre.
Em 2009, conseguiu a primeira etapa do Tour de Poitou-Charentes por adiante de seus colegas de escapada Sébastien Joly e Jérôme Pineau. Em 2010 alinhou pela equipa francesa AG2R La Mondiale.
Em 2013, foi operado em maio de uma hérnia de disco. Regressou à competição no mês de julho e pôs fim à sua carreira desportiva em setembro após não ter podido encontrar o nível que teve em 2010 e 2011.

## Palmarés
2004
- Tour de Haut Anjou
- Bordeús-Saintes

2005
- 1 etapa do Circuito de la Sarthe

2008
- 3 etapas do Volta à Normandia
- 1 etapa do Circuito de la Sarthe
- Châteauroux Classic de l'Indre

2009
- 1 etapa do Tour de Poitou-Charentes

2010
- 2 etapas do Circuito de la Sarthe
- 1 etapa do Tour de Poitou-Charentes
- Châteauroux Classic de l'Indre
- Paris-Bourges

2011
- Étoile de Bessèges
- Châteauroux Classic de l'Indre
- 1 etapa do Tour de Poitou-Charentes

## Resultados nas grandes voltadas
| Carreira           | 2005 | 2006 | 2007 | 2008 | 2009 | 2010 | 2011 | 2012 | 2013 |
| ------------------ | ---- | ---- | ---- | ---- | ---- | ---- | ---- | ---- | ---- |
| Giro d'Italia      | -    | -    | -    | -    | -    | Ab.  | -    | -    | -    |
| Tour de France     | -    | -    | -    | -    | -    | -    | -    | -    | -    |
| Volta a Espanha    | -    | -    | -    | -    | -    | -    | -    | -    | -    |
| Mundial em Estrada | -    | -    | -    | -    | -    | -    | -    | -    | -    |

-: não participa

Ab.: abandono